# 윌리엄 모리스
윌리엄 모리스(William Morris, 1834년 3월 24일~1896년 10월 3일)는 영국의 디자이너이자 시인, 소설가, 번역가, 사회주의자이다. 당대 영국의 미술공예운동과 맞물려 영국 전통의 직물 예술과 생산방식을 부활시키는 데 지대한 공헌을 하였다. 또 문학활동을 통해 근대 판타지 장르의 설립에도 기여하였으며, 영국에서 초창기 사회주의 운동을 확산시키는데 중요한 역할을 하였다.
영국 에식스주 월섬스토의 부유한 중산층 가정에서 태어난 모리스는 옥스퍼드 대학교에서 서양고전을 전공하다 중세 사조에 심취하게 되었다. 대학 졸업 후에는 건축가로서의 길에 접어들기 시작했으며 1859년에는 아내 제인 버든(Jane Burden)과 결혼하였다. 또 여러 예술가들과 친분을 쌓았는데 그중에는 라파엘 전파의 에드워드 번 존스, 단테이 게이브리얼 로세티와 신고딕주의의 필립 웹Philip Webb(1831~1915) 등이 있었다. 특히 필립 웹과는 런던 남동부 외곽에 가정주택 '레드 하우스'를 함께 설계하였으며 한동안 그곳에서 거주하기도 하였다. 1861년에는 에드워드 번존스(Sir Edward Coley Burne-Jones, 1st Baronet, Edward Burne-Jones, 1833년 8월 28일 ~ 1898년 6월 17일), 단테 가브리엘 로세티(Dante Gabriel Rossetti, 1828년 5월 12일 ~ 1882년 4월 9일), 필립 웹 등과 함께 '모리스-마샬-포크너-회사'라는 공예 회사를 설립한다. 그곳에서 모리스는 태피스트리, 벽지, 직물, 가구, 스테인글라스 등을 디자인하였으며 특유의 양식이 크게 유행하여 빅토리아 시대의 실내 장식에 깊은 영향력을 행사하였다. 1865년 모리스는 런던 중심부로 이사하고 1875년에는 회사명을 모리스 사로 바꾼 뒤 모든 영업을 총괄하게 되었다.
1871년부터 모리스는 런던 자택과는 별도로 옥스퍼드셔주 켐스코트메너에 조용한 시골집을 빌려 살았다. 이후 아이슬란드 방문을 큰 계기로 삼아 학자 에이리크르 마그누손과 함께 영역판 아이슬란드 사가집을 출판하였다. 또 서사시와 소설 집필에도 매진하여, 《지상낙원》 (1868-1870년), 《존 볼의 꿈》 (1888년), 《유토피아에서 온 소식》 (1890년), 판타지 로맨스 소설 《세계의 끝의 우물》 (1896년) 등을 출간해 문인으로서의 성공을 거두었다. 1877년에는 고대 건축 보호협회 (Society for the Protection of Ancient Buildings)를 창립해 건축 복원으로 인한 피해를 막는 운동에 나섰다. 1880년대 들어 마르크스주의에 아나키즘의 영향을 받은 모리스는 사회민주연맹에 합류하면서 한동안 혁명사회주의 활동에 헌신하게 되었다. 1884년에는 사회주의연맹을 창립하였지만 1890년에 해체되고 만다. 이듬해 1891년에는 채색사본 형식의 한정판 서적을 발행하는 '켐스코트 프레스'라는 인쇄업체를 설립해 말년까지 그 일에 몰두하다 1896년에 세상을 떠났다.
윌리엄 모리스는 빅토리아 시대 영국 문화를 대표하는 주요 인물로 인정받고 있다. 생전에는 시인으로서 이름을 날렸지만 오늘날에는 그의 디자인 양식이 더욱 주목받고 있다. 1955년에는 윌리엄 모리스 협회가 설립되어 그의 유산을 후대에 전수하고 있고, 그의 작품에 관한 연구와 그를 다룬 전기도 활발히 발간되고 있다. 그의 삶이 담긴 건축물들은 대중에 공개되고 있고, 생전에 만든 작품은 여러 미술관과 박물관에서 찾아볼 수 있다. 모리스가 남긴 디자인 제품 역시 여전히 생산 판매되고 있다.

## 출생과 성장

### 청소년 시절: 1834-1852
윌리엄 모리스는 1834년 3월 24일 월섬스토의 엘름 하우스(Elm House)에서 태어났다. 아버지 윌리엄 모리스(William Morris Senior)는 부유한 사업가였으며 어머니 엠마 셀튼은 워스터의 명문가 출신이었다. 모리스는 두 명의 누나와 네 명의 남동생, 두 명의 여동생이 있었는데 점차 대가족이 되면서 엘름 하우스를 떠나 우드포드의 우드포드 홀(Woodford Hall)이라는 대저택으로 이사하였다.
당시 여섯살이었던 모리스는 말을 타고 집 주변과 에핑숲을 탐험하는데 시간을 보냈으며 영국의 낭만적인 전원풍경을 즐겼다. 집 주변 마을에서 낚시와 토끼 사냥을 즐겨했으며 여러 교회와 성당의 건축물을 찾아다니기도 했다. 1842년 영국 교회의 총본산인 캔터베리 대성당을 방문하였는데 이는 그에게 가장 강렬한 인상을 남긴 건축물이 되었다.
1847년 아버지가 사망하고 월뎀스토우로의 워터하우스로 이사하였다. 1848년 말보로 칼리지에 입학해 공부를 시작했으나 그곳에서의 배움을 멸시하며 독학으로 공부했다. 다른 학생들과 어울리지 못한 모리스는 주로 학교 도서관에서 고고학과 고딕건축에 관한 서적을 열심히 읽었으며 전원 지방과 유적지들을 탐방했다고 한다. 1851년 가을 학교에서 조직적인 폭동이 일어나 사건에 연류되었던 모리스는 학교 교육을 더 이상 받을 수 없게 되었고 이후 옥스퍼드 대학에 진학하기 위해 시골 학교 교장 출신 가정교사에게 가르침을 받으며 다양한 고전들을 익혔다.

### 옥스퍼드 대학과 사상: 1852-1856
1853년 모리스는 목사가 되기 위해 옥스퍼드 대학에 입학했다. 모리스는 대학에서 평생 친구가 된 화가 에드워드 번 존스를 만나게 되는데 번 존스는 모리스처럼 목사가 되기 위해 옥스퍼드에 온 청년이었다. 이들은 역사와 중세사 공부에 열중했으며 문학에 관한 관심사도 공유했다. 모리스는 시를 번 존스는 회화에 재능을 보였다. 모리스는 번 존스를 통해 다른 친구들과도 교류했는데, ‘집단(set) 또는 ‘형제단(brotherhood)’으로 불리는 모임에서 다양한 분야의 토론을  이들은 주로 종교 문제와 시, 사회문제, 공장법 등에도 관심을 가졌으며 기독교 사회주의에도 주목했다. 초서, 셰익스피어, 밀턴 등 고전뿐 아니라 당대 사상가들이었던 셸리, 키츠, 칼라일, 러스킨 등의 작품을 읽고 토론을 벌였다.이후 모리스는 시와 예술에 빠져 예술에 매진하는 것이 사회 문제를 해결하는 길이라고 생각하게 된다.
모리스는 러스킨에게 가장 큰 영향을 받았다. 특히 《고딕의 본질(The Nature of Goth-ic)》을 읽고서 크게 감동을 받았으며 나중에 “이 세기에 필연으로 나타난 가장 소중한 발언 중의 하나”라고 평했다. 러스킨은 과거의 중세 직인들은 자유롭고 노동에 즐거움을 느끼며 고딕 건축을 만들었고 산업혁명 이후 기계로 인해 노동자들이 노예로 전락한 점을 꼬집어 사회 문제를 비판하며 예술을 수단으로서 바로 잡으려 하였다. 노동은 즐거움이여야 한다는 러스킨의 정신은 모리스의 평생 사상이 된다.
1855년 모리스는 친구들과 함께 프랑스 북부를 여행하며 중세 성당을 방문하고 라파엘 전파 전시회도 둘러보게된다. 모리스와 번존스는 이 여행에서 종교가 아닌 예술의 삶에 전념하겠다고 다짐하며 모리스는 건축가, 번 존스는 화가가 될 것을 결심하였다. 목사를 꿈꿔왔던 모리스의 신앙이 예술과 철학을 접하고 급격하게 허물어져 성직자가 되길 기대했던 모리스 가족에게는 큰 충격이었다.

### 라파엘 전파와 결혼: 1856-1859
모리스는 1856년 옥스퍼드를 졸업하고 건축가가 되기 위해 조지 에드먼드 스트리트(George Edmund Street)의 제자로 들어간다. 모리스는 스트리트 사무실에서 이후 평생 친구가 된 필립 웹(Philip Webb)을 만났다. 또한 라파엘 전파의 주요 인물인 단테 가브리엘 로세티에게 매력을 느끼게 되고 반 아이크의 회화를 접하게 되면서 건축가에서 화가로 다시 방향을 전환하게 된다.
모리스는 화가로서의 스승인 로세티가 만든 라파엘 전파 모임에 가입하였다. 이들은 주로 왕립 아카데미로 대표되는 전통적 화풍에 반대하여 자연 묘사의 복귀 즉 라파엘 이전의 화풍으로의 복귀를 주장했다. 모리스와 번 존스는 『타임스 The Times』의 논쟁을 통해 라파엘 전파를 알게되었고 이들과 깊은 유대를 가지며 1859년 초까지 활동을 이어나갔다. 모리스는 수준 높은 회화를 그리기 위해서는 그에 어울리는 환경에 거주해야하며, 그에 맞는 건물과 가구가 필요하다는 생각을 하게 되면서 스스로 중세풍의 가구를 만들어나간다.
1857년에는 옥스퍼드에서 로세티에 의해 발탁된 라파엘전파의 모델 제인 버든(Jane Burden)을 만난다. 모리스는 제인 버든을 사랑했으나 버든이 가난한 노동자 계급 출신이었기 때문에 그 당시 계급에 민감했던 빅토리아 사회에서 모리스 가족과 친구들은 두 사람의 결혼을 반대하였다. 그럼에도 불구하고 모리스는 1858년 제인 버든과 옥스퍼드 한 교회에서 결혼하였다.

## 경력/명성

### 레드하우스와 회사: 1859-1865
1859년 친구 필립 웹에게 아내와 함께 살 집을 지어달라고 부탁한다. 레드하우스의 외관은 모리스가 디자인한 가구처럼 전반적으로 중세 고딕풍이었지만 내부는 실제 생활 편의에 맞춘 독창적인 집으로 견실하면서도 공간이 풍부해 보이지만 장식적인 느낌이 없는 것이 특징이다. 웹은 호화로운 대저택을 모방하지 않고 중류 계급의 안락한 생활에 초점을 맞춰 설계하였다.
모리스는 신혼집에 들어갈 가구들을 친구들과 직접 만들었으며 이 과정에서 예술의 새로운 가능성을 발견하고 이의 연장선으로 1861년 친구들의 이름을 딴 ‘모리스-마샬-포크너-회사(Morris Marshall and Faulkner Company)’ 공예 회사를 설립한다. 당시 27세였던 모리스를 비롯해 번 존스, 로세티, 웨브 등 총 7명의 공동 경영자가 있었다. 이들은 기계 장식품을 비판하며 모든 생활 용품을 기계가 아닌 예술가의 손으로 직접 만들겠다는 취지하에 벽화, 장식, 스테인드글라스, 가구 등 모든 디자인 영역의 작품을 만들었다. 모리스는 공예와 순수예술 사이에 차별을 두면 안된다고 주장했으나 로세티의 생각은 달라 회사명에 자신의 이름을 제외해 달라고 요구하였다. 1962년 만국박람회에 출품한 모리스-마샬-포크너-회사의 가구가 호평을 받자 널리 알려지기 시작했다. 4년 뒤 1866년 사우스 켄싱턴 박물관 내장 공사를 맡으면서 모리스-마샬-포크너-회사는 사회적으로 인정받기 시작했다.

### 켈름스코트와 지상 낙원: 1865-1875
제인 버든과 로세티의 불륜으로 모리스의 결혼 생활은 점점 불행해져갔다. 1867년 제인 버든이 로세티의 모델이 되고 로세티의 아내가 아편 중독으로 사망하자 1868년 이 둘은 연인 관계로 발전한다. 1869년 모리스는 제인 버든과의 관계를 회복시키기 위해 독일 여행을 떠나지만 제인 버든이 독일에서도 로세티와 편지를 주고 받게되면서 관계는 더 악화되었다. 이를 본 모리스는 두 사람에게 동거를 제안하고 이들은 옥스퍼드셔에 있는 켈름스코트 매너 하우스(Kelmscott Manor House)에서 살게 된다. 아내의 불륜을 지켜보는 것은 괴로웠으나 그곳은 모리스가 '지상낙원'이라고 불렀을 정도로 아름다운 곳이었다고 한다. 결국 1874년 모리스는 딸을 위해 둘에게 동거 생활을 정리하자고 제안했으며, 제인 버든은 로세티와의 관계를 이어나가다 수면제 복용으로 로세티의 정신이 불안정한 상태를 보고 이별을 결심한다.
1868년 모리스는 사랑의 고통을 잊기 위해 시 《지상낙원》을 쓴다. 출판사가 나타나지 않자 1868년 《제이슨의 삶과 죽음》이라는 제목으로 재출판하였다. 당시 비평가들과 많은 대중에게 인기를 끌어 7판까지 발행되었고 이 시대의 가장 유명한 시인이 되었다. 모리스는 시집 《지상낙원》을 위한 이야기를 수집하면서 1869년부터 아이슬란드 전설과 신화에 관심을 가지고 번역 활동을 이어나갔으며 1871년 아이슬란드를 방문해 계급이 없는 평등한 사회를 경험하게 되면서 처음으로 사회주의적 이상을 품게되었다.

### 정치적 수용과 고건축 보호 운동: 1875-1880
1874년 모리스는 그의 친구들과 운영한 기존 모리스 마샬 포크너 회사를 청산하고 그의 온전한 '모리스 회사(Morris and Company)'를 운영하였다. 1875년 이후 필립 웹, 번 존스와 함께 스테인드글라스, 벽지, 날염 직물 등을 디자인하고 생산했다. 1877년에는 런던 옥스퍼드가에 매장을 열었고, 1880년까지 상류층과 중산층에게 인기를 끌어 자리를 잡았다.
1880년대 노동자의 계급 일부가 급진화 되고 영국의 사회주의가 변혁될 때 모리스는 정치를 시작하였다. 모리스는 누구나 평등하며 예술의 개념이 바뀌기 위해서는 사회가 변해야 한다는 신념을 가지고 있었다. 옥스퍼드 입학때부터 정치에 관심을 갖고 있었으며 1976년부터 발칸반도를 둘러싼 국제 분쟁 문제를 계기로 정치적 활동을 시작하였다. 1976년 모리스는 '동구문제협회(The Eastern Question Association)'에 가입하여 회계 담당자로 모임에 참여하였다. 활동을 통해 이 협회가 선거권 확보에만 몰두해있다는 사실을 알게 된 모리스는 실망했으며 이후 새로운 사회주의 단체인 '사회민주연맹'에 가입한다.
당시 고딕 부흥주의자들이 고딕 건축을 복구 하기 위해 파괴하려하자 모리스는 복구가 아닌 보호를 주장하였다. 1877년 고건축 보호협회(Society for the Protection of Ancient Buildings)를 창립해 건축 복원으로 인한 피해를 막는 운동에 나섰다. 고건축 보호협회는 지금도 환경과 생태 문제에 활발히 기여하고 있으며 모리스가 조직한 협회중 가장 성공적인 정치적 활동이다.

## 이후의 삶

### 민주 연맹과 사회주의 동맹: 1881–1889
즐거운 노동을 축으로 이상적인 사회를 꿈꾸던 모리스는 민주 연맹에 가입하였다. 민주 연맹 초기 지도자였던 하인드먼과 함께 《알기 쉬운 사회주의(Socialism Made plain)》를 집필하였다. 1883년 책의 내용이 민주연맹 대회에서 정식 정책으로 승인되었으며 다음 해 하인드먼과 함께 해설한 《사회주의 원칙의 개요(A Summery of the Principles of Socialism)》을 집필하였다.
1884년부터 민주연맹은 사회민주연맹으로 명칭을 바꾸고 모리스는 노동자들이 많이 살고있는 도시에서 강연을 벌였다. 연맹 창립 이후 다양한 노동자들의 욕구와 맞물려 노동 운동가들이 가입하는 등의 성과를 내면서 빠른 발전으로 이끌었다. 그러나 하인드먼의 독재적 세력 확장으로 모리스는 1884년 연맹을 탈퇴하고 '사회주의 동맹(The Socialist League)'을 결성하였다.
1885년 모리스가 편집장을 맡은 사회주의동맹 발행의 《커먼웰(Commonweal)》이 노동자들 사이에서 인기를 얻게되어 월간지에서 주간지로 전환해 발행되었다. 커먼윌은 노동 운동을 하는 사회주의 운동가들에게 많은 영향을 주었다.
모리스는 수많은 강연을 통해 사회주의 사상을 설파하였고 후에 연맹 가입자가 7백명으로 늘어났다. 1885년부터 경찰이 점점 커져가는 사회주의 세력을 탄압하기 시작하였고 1886~1887년 실업자가 증가하면서 노동자들의 대규모 시위가 영국 곳곳에서 일어났다. 대표적인 사건으로 '피의 일요일' 이라고 불리는 이 시위는 폭압적인 경찰의 탄압의 두명이 사망하였다. 거대한 군중의 시위에도 소수의 경찰에 무너지는 이 사건을 계기로 사회주의연맹은 사회 혁명이 일어나기 어려울 것으로 보았고 모리스는 급진적인 동맹에서 장기적인 전략으로 방향을 전환하였다. 사회주의 동맹에서 탈퇴한 모리스는 '해머스미스 사회주의자협회'를 만들어 교육 활동에 전념했다.

### 에코토피아와 모리스의 말년 1889–1896
모리스는 '예술을 위한 예술'에서 '민중예술'로 나아갔으며 이를 혁명의 수단으로 삼았다. 모리스는 사회주의 혁명을 위해 비전 제시를 중요시하였다. 1890년 단행본으로 발행된 《에코토피아 뉴스》는 모리스의 꿈의 이야기로 100년 뒤 이상사회를 그린 유토피아 소설로 사회주의동맹이 제시하는 미래 사회상을 보여주고 당시 사회 문제들을 비추어 꿈이라는 허상에 대입해 비판하였다. 어렵게 다가왔던 사회 혁명을 소설을 통해 전달하면서 대중들에게 비전을 제시하였다.
모리스는 회의와 강연을 하며 생활 속 예술 활동을 이어나갔다. 사회주의 활동을 하지 않을 때는 벽지와 카펫의 도안을 그렸으며 시와 산문, 책만들기 등 수많은 작품 활동을 하였다. 사회주의 활동을 떠난 이후에는 디자인 작업에 몰두하였으며 이후 많은 작품을 남겼다.
1891년부터 모리스의 건강이 악화되었으나 연설 활동을 이어나갔으며 그의 공식적 연설은 1895년 러시아 출신 혁명가의 장례식에서 행한 것이 마지막 기록이되었다. 1896년 10월 3일 62세에 사망하였고 모리스가 가장 사랑했던 켈름스코트 땅에 묻혔다.
모리스 사망 후 모리스의 영향을 받은 영국의 예술가들은 생활 예술을 통해 사회 개혁에 동참하고자 후에 '미술공예운동'을 벌인다. 이후 130여 개의 각종 협회 및 단체가 미술공예운동을 표방하기 시작했으며 이 운동은 후에 '아르누보'양식으로 이어지게된다.

## 같이 보기
- 단순한 삶